# Otozō Yamada
Otozō Yamada (Prefettura di Nagano, 6 novembre 1881 – Tokyo, 18 luglio 1965) è stato un generale giapponese.

## Biografia
Fu comandante dell'Esercito di spedizione giapponese nella Cina centrale dal 1938 al 1939, dell'Armata del Kwantung e delle truppe giapponesi in Manciuria nel 1945 durante l'invasione sovietica. In seguito alla resa del Giappone fu preso prigioniero dai sovietici e deportato a Chabarovsk, nel locale campo per prigionieri. Fu incriminato durante il processo di Chabarovsk e, a causa delle attività dell'Unità 731, condannato a 25 anni da passare in un campo di lavoro. Dopo il suo rilascio nel 1956 fu rimpatriato in Giappone, ove morì nel 1965.